# دیوید همری
دیوید همری (انگلیسی: David Hemery؛ زادهٔ  ۱۸ ژوئیه ۱۹۴۴) ورزشکار سابق دو و میدانی و دهگانه اهل بریتانیا است.